# Штемпель, Фридрих Карлович
Барон Фридрих Карлович фон Штемпель (1829—1891) — генерал-майор, герой Туркестанских походов.

## Биография
Родился 22 марта 1829 года в Залингене, происходил из древнего курляндского баронского рода, сын генерал-майора Карла Романовича Штемпеля.
В военную службу вступил 12 октября 1850 года прапорщиком в армейскую пехоту.
В 1863—1864 годах принимал участие в подавлении восстания в Польше, за отличия был награждён орденами св. Станислава 3-й степени с мечами и бантом (в 1863 году) и св. Анны 3-й степени с мечами и бантом (в 1865 году), а также произведён в майоры.
С 1865 года Штемпель служил в туркестанских войсках, принимал участие в походах против ханств. За отличие в кампании 1868 года против Бухарского ханства, и в частности за сражение с бухарцами на Чапан-Атинских высотах под Самаркандом, он был награждён орденом св. Станислава 2-й степени с мечами и произведён в подполковники. 30 августа 1869 года он получил орден св. Георгия 4-й степени (№ 10254 по кавалерскому списку Григоровича — Степанова)
6 июля 1869 года Штемпель Ф. К. командовал одним из отрядов, прибывших в урочище Казбек (ныне п. Уил, Актюбинской обл. Казахстан) и вместе с наказным атаманом Уральского казачьего войска генералом Веревкиным Н. А. основал Уильское укрепление (ныне п. Уил (Ойыл)), О. Я.
В воздаяние за отличие, оказанное при отбитии штурмов Шахрисябцев и возмутившихся жителей Самаркандского района, числом до 55 тысяч, на цитадель г. Самарканда, с 2 по 8 Июня 1868 года.
Во время этих событий он был командиром 6-го Туркестанского линейного батальона и комендантом Самаркандской крепости.
В. В. Верещагин, также получивший орден св. Георгия 4-й степени за защиту Самарканда, пишет, что в критический момент Самаркандской обороны на военном совете офицеров было принято решение, что если подмога из главной армии генерала Кауфмана вовремя не подойдёт, то крепость будет взорвана самими защитниками, и далее приводит характеристику Штемпеля: 

«С этого тщедушного, морщинистого, любезного, но молчаливого русского немца, едва, впрочем, владевшего немецким языком, сталось бы исполнить решение и отправить нас всех сначала на воздух, а потом туда, откуда ещё никто не возвращался»

.
10 октября того же 1869 года Штемпель был произведён в полковники.

Впоследствии Оборона Самарканда не раз становилась объектом специальных военных исследований. Так, капитан Генерального штаба М. В. Лыко, писал: 

«Тактическая оборона цитадели была безукоризненна. Майор фон Штемпель, своевременно получая отовсюду донесения, весьма искусно направлял свой небольшой резерв туда, где было трудно или где приходилось плохо. Несмотря на громадность протяжения цитадели и многочисленность пунктов атаки, неприятель везде встречал надлежащий отпор; благодаря своевременной поддержке, прорываясь во многих местах, он не успел утвердиться нигде».

В 1872 году Штемпель был переведён на службу в центральные губернии Российской империи и получил в командование 13-й резервный пехотный батальон, в следующем году награждён орденом св. Анны 2-й степени. С 1874 года он командовал 142-м пехотным Звенигородским полком. В 1876 году за беспорочную выслугу 24 лет в офицерских чинах Штемпель был награждён орденом св. Владимира 4-й степени с бантом, а в 1878 году получил орден св. Владимира 3-й степени.
Произведённый 15 мая 1883 года в генерал-майоры Штемпель в начале 1885 года получил в командование 2-ю бригаду 19-й пехотной дивизии. Однако на этом месте службы он оставался недолго, поскольку в конце того же года вышел в отставку.
Скончался 7 июля 1891 года.